# Liste der Kulturdenkmäler in Trier-Kernscheid
In der Liste der Kulturdenkmäler in Trier-Kernscheid sind alle Kulturdenkmäler des Ortsbezirks Kernscheid der rheinland-pfälzischen Stadt Trier aufgeführt. Grundlage ist die Denkmalliste des Landes Rheinland-Pfalz (Stand: 8. Januar 2024).

## Einzeldenkmäler
| Bezeichnung                                        | Lage                        | Baujahr | Beschreibung | Bild                           |
| -------------------------------------------------- | --------------------------- | ------- | --- | ------------------------------ |
| Quereinhaus                                        | Franzenheimer Straße 3 Lage | 1790    | langgestrecktes Quereinhaus, bezeichnet 1790, im Kern wohl älter, Scheunenteil aus der zweiten Hälfte des 19. Jahrhunderts, Wirtschaftstrakt bezeichnet 1829                                          | Fotos hochladen                |
| Katholische Filialkirche St. Katharina und Barbara | Franzenheimer Straße 8 Lage | 1862    | dreiachsiger Saalbau Dachreiter im Rundbogenstil, bezeichnet 1862, Ausstattung; in der Kirchhofsmauer spätbarocker Kreuzigungsbildstock, bezeichnet 1785, sowie ehemaliges Grabkreuz, bezeichnet 1736 | weitere Bilder Fotos hochladen |